# Sněžka
Sněžka (pron. en checoⓘ) (en polaco: Śnieżka) es el punto más elevado de las montañas de los Gigantes, que es a su vez parte de la cordillera de los Sudetes. Con 1603 metros sobre el nivel del mar, es la cima más alta de la República Checa, y se encuentra dividida entre el territorio de ese país y su vecina septentrional, Polonia (voivodato de Baja Silesia).

## Historia
En un principio se le conocía como Pahrbek Sněžný en checo. Posteriormente fue renombrada como Sněžovka, y así derivó hasta el nombre de Sněžka, lo que significa "nevada" o "cubierta de nieve", nomenclatura adoptada finalmente en 1823. En alemán se le conoce como Schneekoppe ("cima nevada").
El primer relato histórico de un ascenso a esta montaña se remonta al año 1456, cuando un desconocido mercader de Venecia llegó buscando piedras preciosas. Así, no pasó mucho hasta que hubo un asentamiento humano permanente a los pies de esta montaña, siendo principalmente comunidades dedicadas a la minería. Las galerías y túneles cavados, que se extienden por más de 1.5 kilómetros, han sido preservados hasta el día de hoy.
La primera construcción en su cima fue la capilla de San Lorenzo, erigida entre 1665-1681 por la familia silesiana Schaffgotsch. Dicho edificio sirvió también como posada por cortos períodos. Ya en 1850 se construyó un mirador en el lado de Silesia, y en 1868 se levantó otro en el lado de Bohemia de esta montaña, ambas sirviendo a su propósito de proveer refugio. La del lado silesiano al norte ha tenido que ser reconstruida dos veces después de haber sufrido incendios.
Una estación meteorológica fue construida en el año 1900, siendo la única estación de su tipo en permanecer intacta después de la Segunda Guerra Mundial. En los años ochenta fue demolida.

## Clima
| Parámetros climáticos promedio de Schneekoppe (1991-2020) | Parámetros climáticos promedio de Schneekoppe (1991-2020) | Parámetros climáticos promedio de Schneekoppe (1991-2020) | Parámetros climáticos promedio de Schneekoppe (1991-2020) | Parámetros climáticos promedio de Schneekoppe (1991-2020) | Parámetros climáticos promedio de Schneekoppe (1991-2020) | Parámetros climáticos promedio de Schneekoppe (1991-2020) | Parámetros climáticos promedio de Schneekoppe (1991-2020) | Parámetros climáticos promedio de Schneekoppe (1991-2020) | Parámetros climáticos promedio de Schneekoppe (1991-2020) | Parámetros climáticos promedio de Schneekoppe (1991-2020) | Parámetros climáticos promedio de Schneekoppe (1991-2020) | Parámetros climáticos promedio de Schneekoppe (1991-2020) | Parámetros climáticos promedio de Schneekoppe (1991-2020) |
| Mes                                                       | Ene.                                                      | Feb.                                                      | Mar.                                                      | Abr.                                                      | May.                                                      | Jun.                                                      | Jul.                                                      | Ago.                                                      | Sep.                                                      | Oct.                                                      | Nov.                                                      | Dic.                                                      | Anual                                                     |
| --------------------------------------------------------- | --------------------------------------------------------- | --------------------------------------------------------- | --------------------------------------------------------- | --------------------------------------------------------- | --------------------------------------------------------- | --------------------------------------------------------- | --------------------------------------------------------- | --------------------------------------------------------- | --------------------------------------------------------- | --------------------------------------------------------- | --------------------------------------------------------- | --------------------------------------------------------- | --------------------------------------------------------- |
| Temp. máx. abs. (°C)                                      | 10.5                                                      | 13.5                                                      | 12.1                                                      | 18.2                                                      | 21.2                                                      | 22.6                                                      | 24.6                                                      | 24.3                                                      | 21.3                                                      | 19.9                                                      | 17.1                                                      | 12.0                                                      | 24.6                                                      |
| Temp. máx. media (°C)                                     | -3.3                                                      | -3.7                                                      | -1.9                                                      | 2.7                                                       | 7.4                                                       | 10.7                                                      | 12.7                                                      | 12.8                                                      | 8.2                                                       | 4.6                                                       | 1.0                                                       | -2.2                                                      | 4.1                                                       |
| Temp. media (°C)                                          | -5.8                                                      | -6.1                                                      | -4.2                                                      | 0.2                                                       | 4.8                                                       | 8.0                                                       | 10.1                                                      | 10.3                                                      | 6.0                                                       | 2.2                                                       | -1.5                                                      | -4.7                                                      | 1.6                                                       |
| Temp. mín. media (°C)                                     | -8.3                                                      | -8.5                                                      | -6.5                                                      | -2.2                                                      | 2.1                                                       | 5.4                                                       | 7.5                                                       | 7.7                                                       | 3.8                                                       | -0.1                                                      | -3.9                                                      | -7.1                                                      | -0.8                                                      |
| Temp. mín. abs. (°C)                                      | -32.1                                                     | -33.9                                                     | -25.5                                                     | -15.5                                                     | -13.1                                                     | -7.1                                                      | -2.2                                                      | -2.6                                                      | -5.8                                                      | -14.7                                                     | -20.3                                                     | -24.9                                                     | -33.9                                                     |
| Precipitación total (mm)                                  | 107.3                                                     | 88.5                                                      | 87.7                                                      | 51.1                                                      | 77.5                                                      | 98.1                                                      | 120.6                                                     | 95.4                                                      | 87.3                                                      | 79.9                                                      | 83.4                                                      | 113.8                                                     | 1090.6                                                    |
| Nevadas (cm)                                              | 2441.5                                                    | 2815.4                                                    | 3397.0                                                    | 2215.4                                                    | 326.9                                                     | 1.6                                                       | 0.0                                                       | 0.0                                                       | 4.2                                                       | 86.4                                                      | 389.4                                                     | 1267.7                                                    | 12945.5                                                   |
| Días de lluvias (≥ 1 mm)                                  | 16.6                                                      | 13.9                                                      | 15.1                                                      | 10.0                                                      | 13.3                                                      | 12.9                                                      | 13.5                                                      | 11.2                                                      | 12.3                                                      | 13.1                                                      | 14.3                                                      | 16.5                                                      | 162.7                                                     |
| Días de nevadas (≥ 1 mm)                                  | 31.0                                                      | 28.3                                                      | 31.0                                                      | 28.3                                                      | 10.0                                                      | 0.4                                                       | 0                                                         | 0                                                         | 1.1                                                       | 8.2                                                       | 18.7                                                      | 29.3                                                      | 186.3                                                     |
| Horas de sol                                              | 72.2                                                      | 80.1                                                      | 106.6                                                     | 157.8                                                     | 177.8                                                     | 172.2                                                     | 187.9                                                     | 190.0                                                     | 122.3                                                     | 99.6                                                      | 67.9                                                      | 63.8                                                      | 1498.2                                                    |
| Humedad relativa (%)                                      | 84.5                                                      | 86.1                                                      | 88.1                                                      | 85.7                                                      | 86.8                                                      | 87.6                                                      | 86.6                                                      | 85.8                                                      | 89.9                                                      | 87.6                                                      | 86.5                                                      | 84.6                                                      | 86.7                                                      |
| Fuente: meteomodel.pl                                     |                                                           |                                                           |                                                           |                                                           |                                                           |                                                           |                                                           |                                                           |                                                           |                                                           |                                                           |                                                           |                                                           |

## La cumbre de la montaña hoy
La cima está dividida entre la República Checa y Polonia. Sólo existe un letrero que indica la existencia de la frontera entre ambos países, pero no hay instalaciones que permitan realizar una revisión, aunque eventualmente es posible ver a guardias de frontera polacos patrullando el sector en motocicletas de cuatro ruedas.
En el lado polaco hay un mirador abandonado y un hotel de forma circular, construido en 1976. En la parte checa también están los restos de un mirador, una oficina de correos en funcionamiento y una estación del teleférico que conecta la cima con el poblado de Pec pod Sněžkou a los pies de la montaña.

## Galería

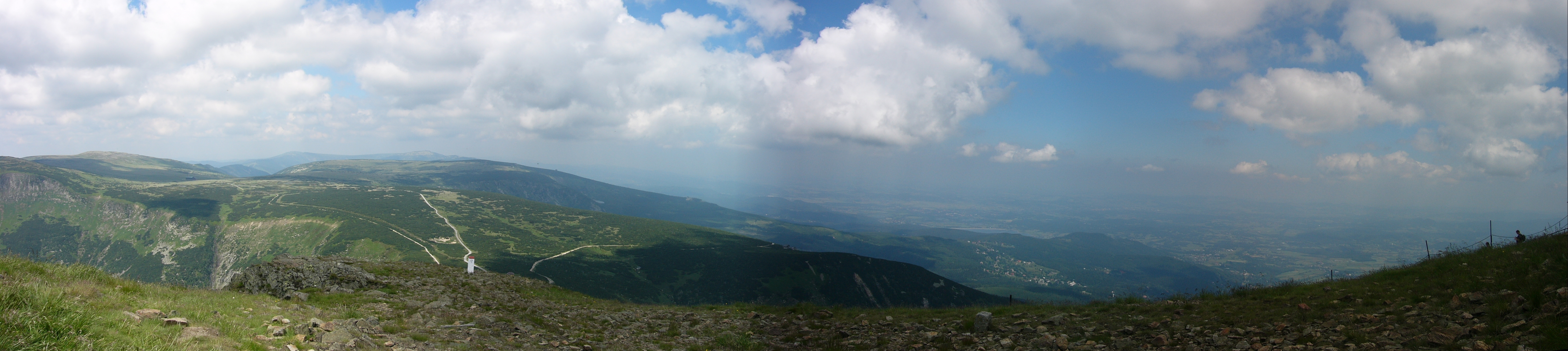
Panorámica desde la cima

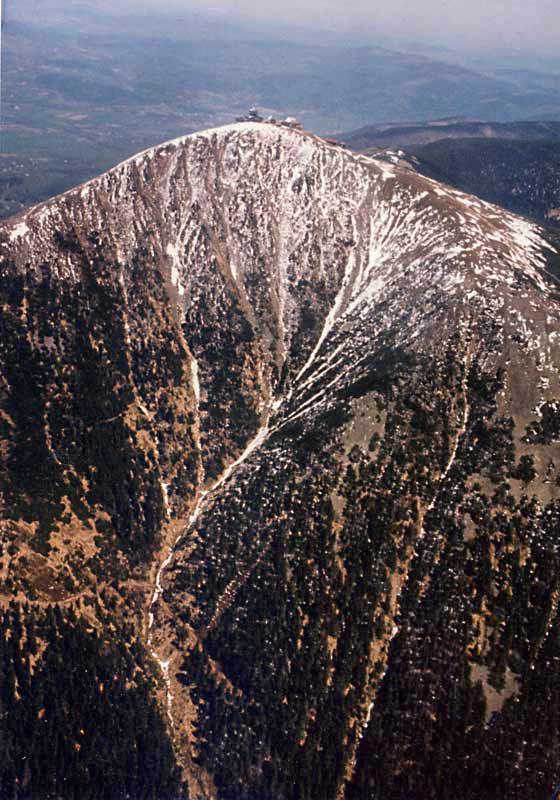
Vista aérea: Sněžka
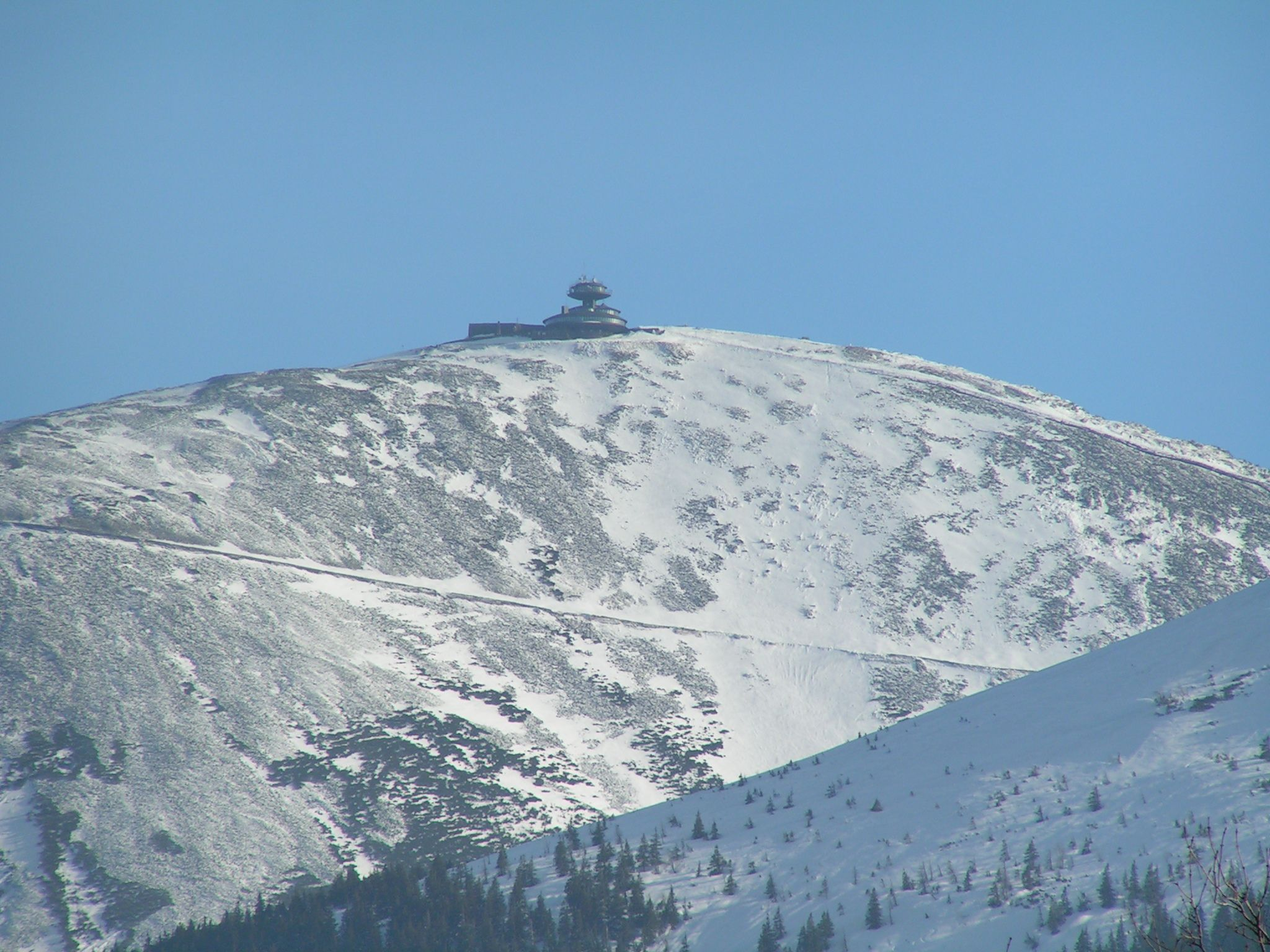
Sněžka vista desde Karpacze
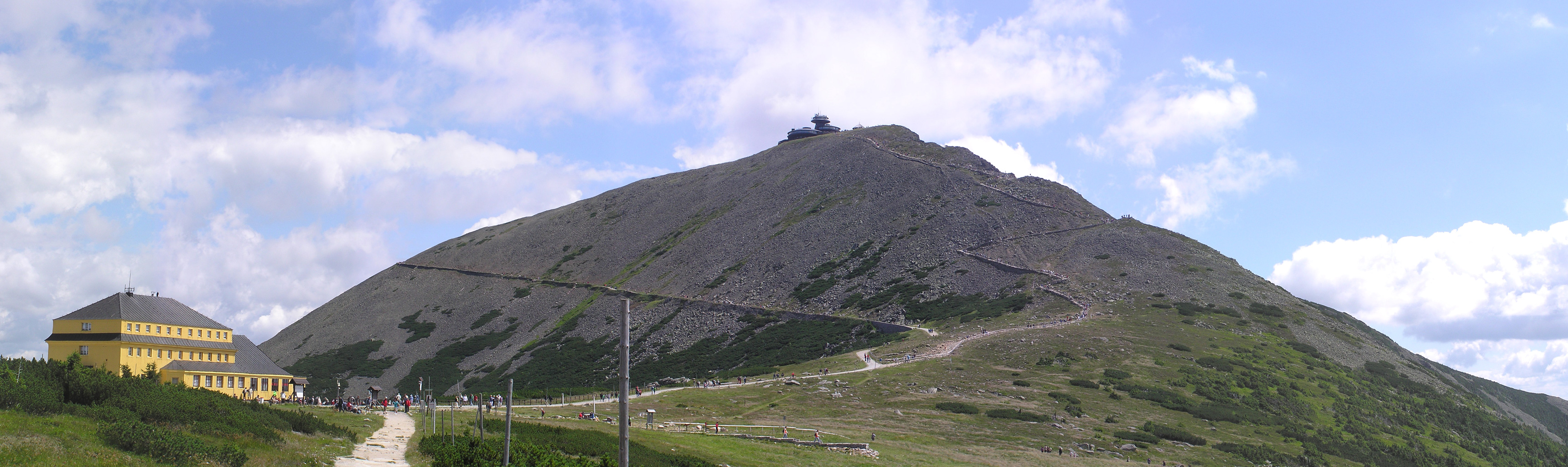
Vista panorámica de la cima de Sněžka
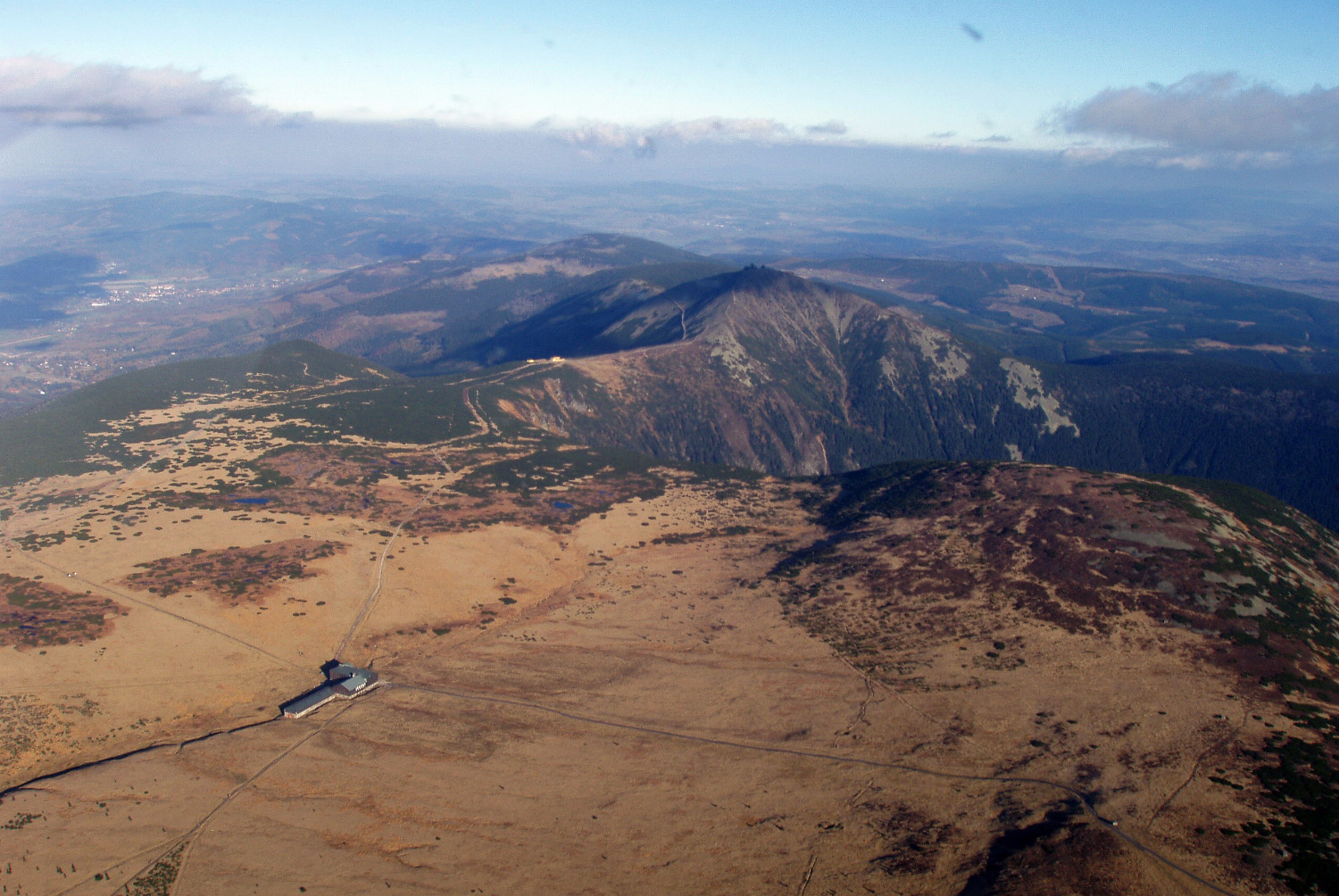
Sněžka
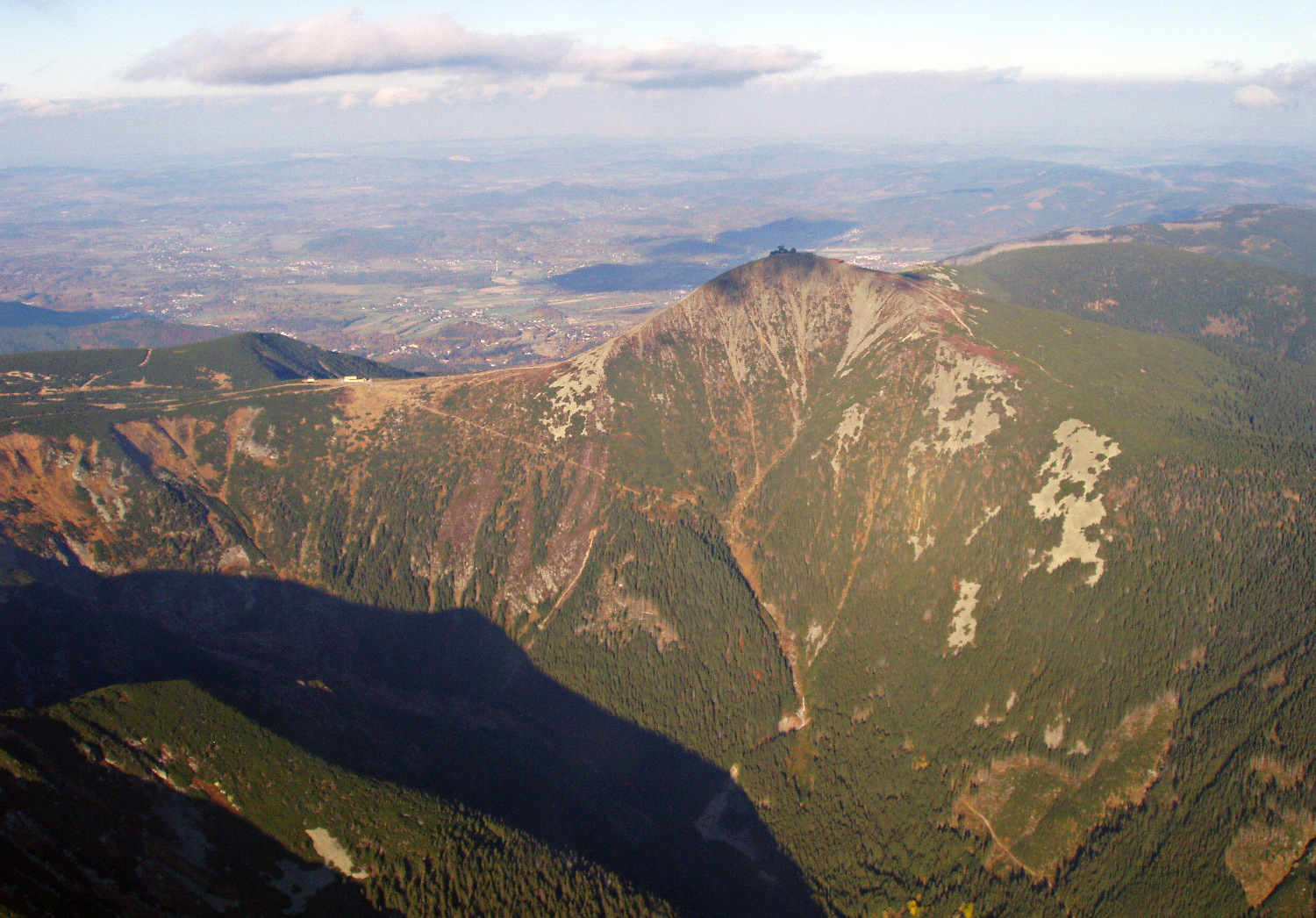
Sněžka